# Пандиани, Вальтер
Вальтер Херардо Пандиани Уркиса (исп. Walter Gerardo Pandiani Urquiza; род. 27 апреля 1976[…], Монтевидео) — уругвайский и итальянский футболист, нападающий. Его сын Николас, также футболист. В 2016 году начал тренерскую карьеру.

## Биография

### Клубная карьера
Пандиани начал карьеру футболиста во втором дивизионе Уругвая, выступая за клубы «Прогресо» и «Басаньес». В 1998 году перешёл в стан «Пеньяроля», в первом же сезоне став вместе с командой серебряным призёром чемпионата Уругвая. В сезоне 1999 «Пеньяроль» стал чемпионом Уругвая.
В 2000 года Вальтер присоединился к испанскому «Депортиво Ла-Корунья». Он был игроком основы и одним из лучших бомбардиров команды. Вместе с командой становился серебряным и бронзовым призёром чемпионата Испании. В 2002 году Пандиани стал обладателем Кубка Испании. После успешной аренды в «Мальорке» и в «Бирмингем Сити» в Премьер-лиге в 2005 году перешёл в «Бирмингем Сити» с зарплатой 3 млн фунтов.
В Англии он закрепиться не смог и 13 января 2006 года вернулся в Испанию, где подписал договор с «Эспаньолом» за 1 млн. £. В своём первом сезоне стал лучшим бомбардиром Кубка УЕФА, забил 11 мячей и вместе с командой дошёл до финала. В финале «Эспаньол» уступил «Севилье» в серии пенальти, при том что Пандиани забил единственный гол своей команды с пенальти.
В 2007 году присоединился к другому испанскому клубу — «Осасуне». В мае 2010 года игрок продлил контракт с клубом на год. В 2011 году вернулся в «Эспаньол».
В августе 2012 года подписал однолетний контракт с «Вильярреалом». В январе 2013 года Пандиани покинул клуб и присоединился к «Атлетико Балеарес». Летом 2013 года нападающий вернулся на родину, став игроком «Мирамар Мисьонес». В сезоне 2013/14 команда заняла предпоследнее 15 место и покинула высший дивизион. Его последним клубом в качестве игрока стала швейцарская «Лозанна», вместе с которой он стал победителем второго дивизиона страны.

### Карьера в сборной
28 марта 2001 года дебютировал в сборной Уругвая в матче против Парагвая (0:1). Несмотря на успешную клубную карьеру, в сборной Уругвая провёл всего четыре матча.

## Достижения

### Командные
«Пеньяроль»
- Чемпион Уругвая: 1999
- Серебряный призёр чемпионата Уругвая: 1998

«Депортиво»
- Серебряный призёр чемпионата Испании (2): 2000/01, 2001/02
- Бронзовый призёр чемпионата Испании: 2003/04
- Обладатель Кубка Испании: 2001/02
- Обладатель Суперкубка Испании (2): 2000, 2002

«Мальорка»
- Обладатель Кубка Испании: 2002/03

«Эспаньол»
- Обладатель Кубка Испании: 2005/06
- Финалист Кубка УЕФА: 2006/07
- Лучший бомбардир Кубка УЕФА: 2006/07

«Лозанна»
- Победитель Челлендж-лиги: 2015/16

### Личные
- Лучший бомбардир Кубка УЕФА: 2006/07